# سبارتاكو باندينلي
سبارتاكو باندينلي (بالإيطالية: Spartaco Bandinelli)‏ (27 مارس 1921 – 17 فبراير 1997) هو ملاكم إيطالي راحل، مثّل بلاده في الألعاب الأولمبية الصيفية 1948.

## روابط خارجية
سبارتاكو باندينلي على موقع بوكس ريك (الإنجليزية) (registration required)
- سبارتاكو باندينلي على موقع أوليمبيديا (الإنجليزية)
- سبارتاكو باندينلي على موقع اللجنة الأولمبية الإيطالية (الإيطالية)